# Davey Moore (boxe anglaise, 1933)
Pour les articles homonymes, voir Davey Moore et Moore.
David Schultz Moore, dit Davey Moore, est un boxeur américain né le 1er novembre 1933 à Lexington (Kentucky) et mort le 23 mars 1963 à Los Angeles (Californie) des suites des blessures reçues lors de son combat contre Sugar Ramos deux jours plus tôt.

## Carrière
Davey Moore commence sa carrière professionnelle en 1953 et devient champion du monde des poids plumes le 18 mars 1959 en détrônant le nigérian Hogan Bassey. Durant toute sa carrière, il dispute 68 combats pour 59 victoires (dont 30 par KO), 7 défaites (dont 2 par KO) et un match nul.
En Janvier 1961, au Palais des sports, il affronte le champion d'Europe Français, Gracieux Lamperti, match dans lequel Moore sortira vainqueur. 
Le 21 mars 1963, il affronte Sugar Ramos au Dodger Stadium de Los Angeles. Durant le dixième round, Moore reçoit un violent crochet du droit, et sa nuque heurte la corde la plus basse du ring. Après le combat, il parlera avec des journalistes de reprendre son titre, il perd conscience par la suite et meurt deux jours plus tard. Sa mort suscite un certain émoi et relance le débat autour des dangers de la boxe. Phil Ochs (Davey Moore) et Bob Dylan (Who Killed Davey Moore?) en tireront des chansons, dont cette dernière est adaptée en français en 1967 par Graeme Allwright ("Qui a tué Davy Moore ?"), puis reprise en 2023 par Bernard Lavilliers (voix du manager), avec Gaëtan Roussel (arbitre), Izïa Higelin (foule), Eric Cantona (journaliste) et Hervé Vérant (adversaire).

## Au cinéma

### Film biographique
Davey Moore apparaît dans le film dramatique finlandais The Happiest Day in the Life of Olli Mäki (Hymyilevä mies), un film  en noir et blanc écrit et réalisé par Juho Kuosmanen et sorti en 2016. Son rôle est tenu par John Bosco Jr.